# Киффер, Чарльз
Чарльз Матайас «Чарли» Киффер (англ. Charles Mathias "Charlie" Kieffer; 11 августа 1910, Филадельфия, Пенсильвания — 8 ноября 1975, Квакертаун, Пенсильвания) — американский гребец, выступавший за сборную США по академической гребле в начале 1930-х годов. Чемпион летних Олимпийских игр в Лос-Анджелесе в зачёте распашных рулевых двоек.

## Биография
Чарльз Киффер родился 11 августа 1910 года в городе Филадельфия, штат Пенсильвания.
Занимался академической греблей ещё во время учёбы в старшей школе, в частности в 1927 году в составе пенсильванской восьмёрки одержал победу в зачёте национального первенства среди школьников. Затем поступил в Ласальский университет в Филадельфии, проходил подготовку в местном филадельфийском клубе Pennsylvania Barge Club.
Наивысшего успеха в гребле на международном уровне добился в сезоне 1932 года, когда вошёл в основной состав американской национальной сборной и благодаря череде удачных выступлений удостоился права защищать честь страны на домашних летних Олимпийских играх в Лос-Анджелесе. Стартовал в зачёте распашных рулевых двоек вместе с Джозефом Шауэрсом и рулевым Эдвардом Дженнингсом, при этом в данной дисциплине принимали участие только четыре экипажа, и соревнования прошли в один заезд. Киффер обошёл всех своих соперников, в том числе более чем на пять секунд опередил ближайших преследователей из Польши, и тем самым завоевал золотую олимпийскую медаль. Бронзовую медаль выиграл пришедший третьим экипаж из Франции, тогда как четвёртое место заняла команда Бразилии.
После лос-анджелесской Олимпиады Чарльз Киффер больше не показывал сколько-нибудь значимых результатов в академической гребле на международной арене.
Впоследствии работал в банковской сфере, занимал должность президента компании Union Bank and Trust в Потсвилле. Являлся также сборщиком налогов на заработную плату в Милфорд-Тауншип.
Умер 8 ноября 1975 года в Квакертауне, штат Пенсильвания, в возрасте 65 лет.